# إيف ديمرز
إيف ديمرز هو سياسي كندي، ولد في 7 سبتمبر 1938 في لافال في كندا. نشط حزبياً في الحزب الليبرالي الكندي. وقد انتخب عضو مجلس العموم الكندي.